# Gruffydd Maelor Ier
Gruffydd Maelor Ier fut prince de Powys du Nord ,c'est-à-dire le futur Powys Fadog, pendant 31 ans de 1160 à 1191

## Biographie
À la mort de son père Madog ap Maredudd il doit partager le royaume avec ses frères Owain Fychan (1160-1187) et Owain Brogyntyn (1160-1188) , son cousin Owain Cyfeiliog et son oncle Iorweth Goch et ne reçoit initialement que le cantref de Maelor dans le nord est du Powys qui est à l'origine de son surnom. 
Il obtient ensuite le Nanheudwy mais ce n'est qu'après la mort de son frère Owain Fychan en 1187 qu'il peut contrôler le reste du Nord du Powys.
Il est en bons termes avec le roi Henri II d'Angleterre et ne doit repousser qu'une agression des Normands menés par Hugues de Kevelioc, comte de Chester en 1177.

## Postérité
Il épouse Angharat une fille d'Owain Gwynedd et il est le père de
- Madog ap Gruffydd qui lui succéda d'abord en Ial et Cynnlait en 1191 puis seul à partir de 1197 et régna jusque 1236.
- Owain ap Gruffyd qui lui succède en Nanheudwy de 1191 à 1197.

| Précédé par : Madog ap Maredudd | Prince de Powys du Nord | Suivi par : Madog ap Gruffydd |

## Source
- (en) David Williamson Brewer's British Royalty Londres British Library, 1998  (ISBN 030434933X) « Gruffydd I Maelo Prince or Lord of Northern Powys (d.1191) » p. 182.